# Mario Gori

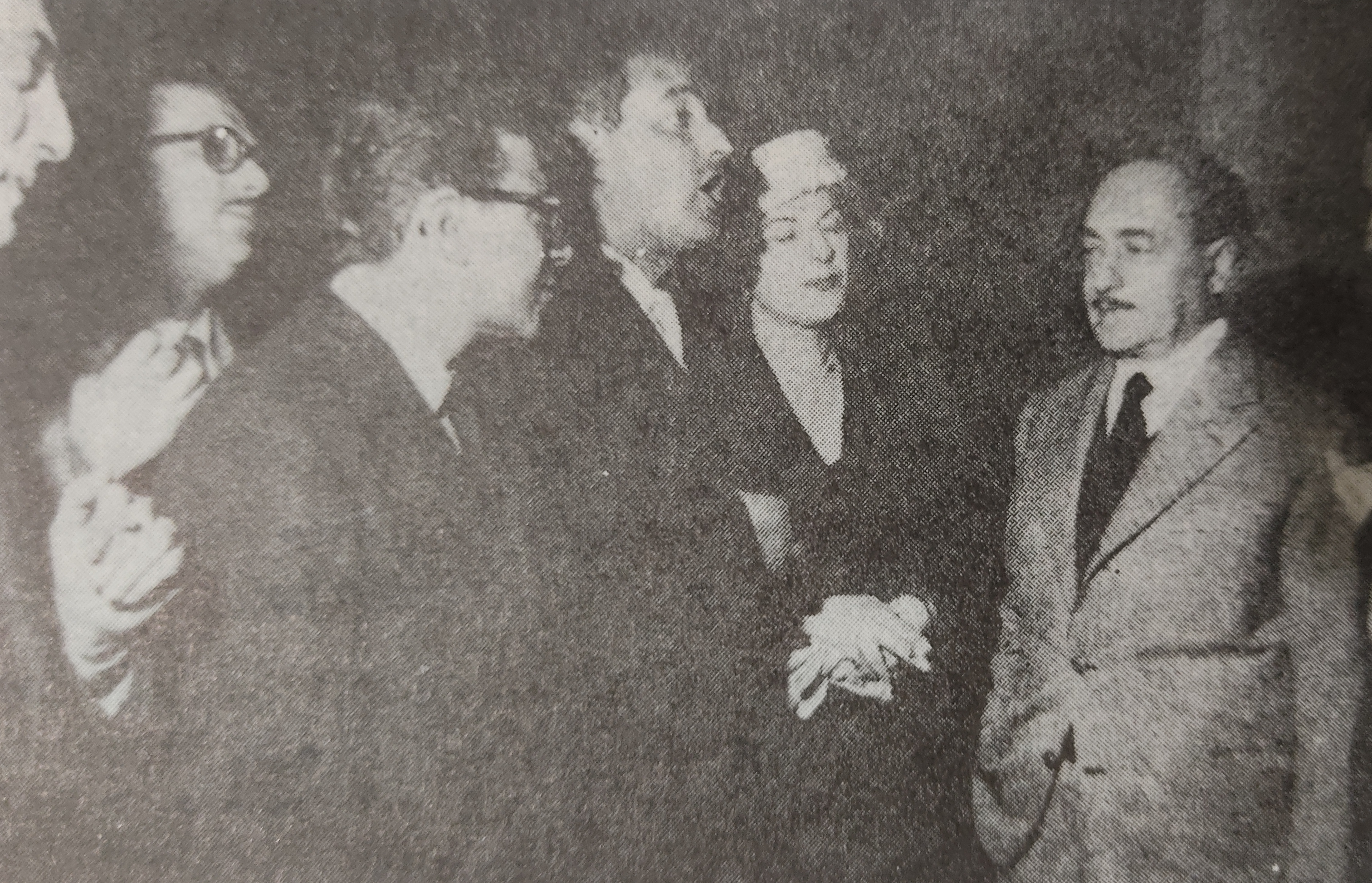
Mario Gori (quarto da destra) in compagnia di Salvatore Quasimodo durante un trebbo poetico ad Acireale nel 1957.

Mario Gori, all'anagrafe Mario Antonino Di Pasquale (Niscemi, 16 settembre 1926 – Catania, 5 dicembre 1970), è stato un poeta, scrittore e autore di novelle italiano.

## Biografia
Mario Gori, nato Mario Antonino Di Pasquale, figlio di Salvatore, falegname, e Maria Arca, casalinga, prese come pseudonimo il cognome "Gori" in onore dell'anarchico toscano Pietro Gori che era nato, a causa del lavoro del padre, a Messina.
Nel 1937, terminate le scuole elementari a Niscemi, Mario Gori si iscrive al ginnasio “Bonaventura Secusio” di Caltagirone dove supera a pieni voti l'esame di maturità classica. Alcuni suoi professori sostennero che egli avesse svolto il tema di italiano in versi. Dopo la maturità Gori comincia ad imporsi all'attenzione degli intellettuali come poeta, conferenziere e organizzatore di recital.
Nel 1944 pubblica a Caltagirone il volume Germogli, una raccolta di 39 poesie apprezzata da amici e professori che racchiude il meglio dei primi tentativi lirici del giovane studente.
Nel 1945 si iscrive presso la Facoltà di medicina e chirurgia dell'Università degli Studi di Catania che abbandona nel 1947 per dedicarsi interamente al giornalismo e alla poesia. Nello stesso anno entra nella redazione del Corriere di Sicilia, all'epoca edito proprio a Catania. Nella città etnea nel 1946 è promotore, insieme ad altri scrittori e intellettuali, del movimento letterario siciliano denominato Trinacrismo, che si poneva l'obiettivo di rinnovare la poesia dialettale.
Nel 1954 si trasferisce a Pisa dove intraprende nuovamente, sperando di portarli a termine, gli studi di Medicina. Il vivace ambiente culturale pisano e la passione che egli nutre verso la letteratura lo assorbono completamente, inducendolo a rinunciare per sempre agli studi. In Toscana Gori conosce Pier Maria Rosso di San Secondo con il quale intrattiene un rapporto di cordiale amicizia e di stima reciproca. A Pisa fonda il centro di arte e cultura La Soffitta.
Nel 1955 rientra a Niscemi a seguito delle pressioni da parte della madre, sia a causa del forte richiamo che su di lui esercita il paese natio. Nello stesso anno pubblica a Catania un volume di poesia in lingua siciliana intitolato Ogni jornu ca passa.
Nel 1957 pubblica un volume di poesie in lingua italiana intitolato Un garofano rosso, che raccoglie la produzione più prestigiosa del poeta. Di quest'opera ne sono state approntate due distinte edizioni: la prima contiene 25 poesie e l'introduzione di Giuseppe Ravegnani e un'altra, edita nel 1958, arricchita di altre sette liriche. Entrambe le edizioni rappresentano il momento più elevato nella produzione poetica di Gori.
Nel 1958 pubblica I ragazzi di Butera, un saggio che affronta argomenti di natura didattica e pedagogica. Si tratta, nello specifico, della presentazione di dieci giovani pittori che all'epoca frequentavano la Scuola Media dell'omonima città. Dell'iniziativa si interessarono la RAI e la BBC di Londra.
Mario Gori è stato un poeta molto apprezzato dalla critica, prova ne sono gli innumerevoli premi e riconoscimenti ricevuti. Nel 1956 è vincitore del premio letterario "La Procellaria", nel 1957 vince i premi letterari Primo Vere e Isolabella, mentre nel 1958 è segnalato al premio "Cianciano" e "Carducci". Nel 1958 vince il premio di narrativa indetto dal Ministero dell'Interno, con la raccolta di novelle intitolata Il Circolo dei civili, rimasta inedita fino al 1991 e poi confluita nell'opera omnia curata da Giuseppe Blanco. Il riconoscimento più importante arriva nel 1959, quando la Presidenza del Consiglio dei Ministri gli assegna il premio cultura per la sua attività di scrittore.

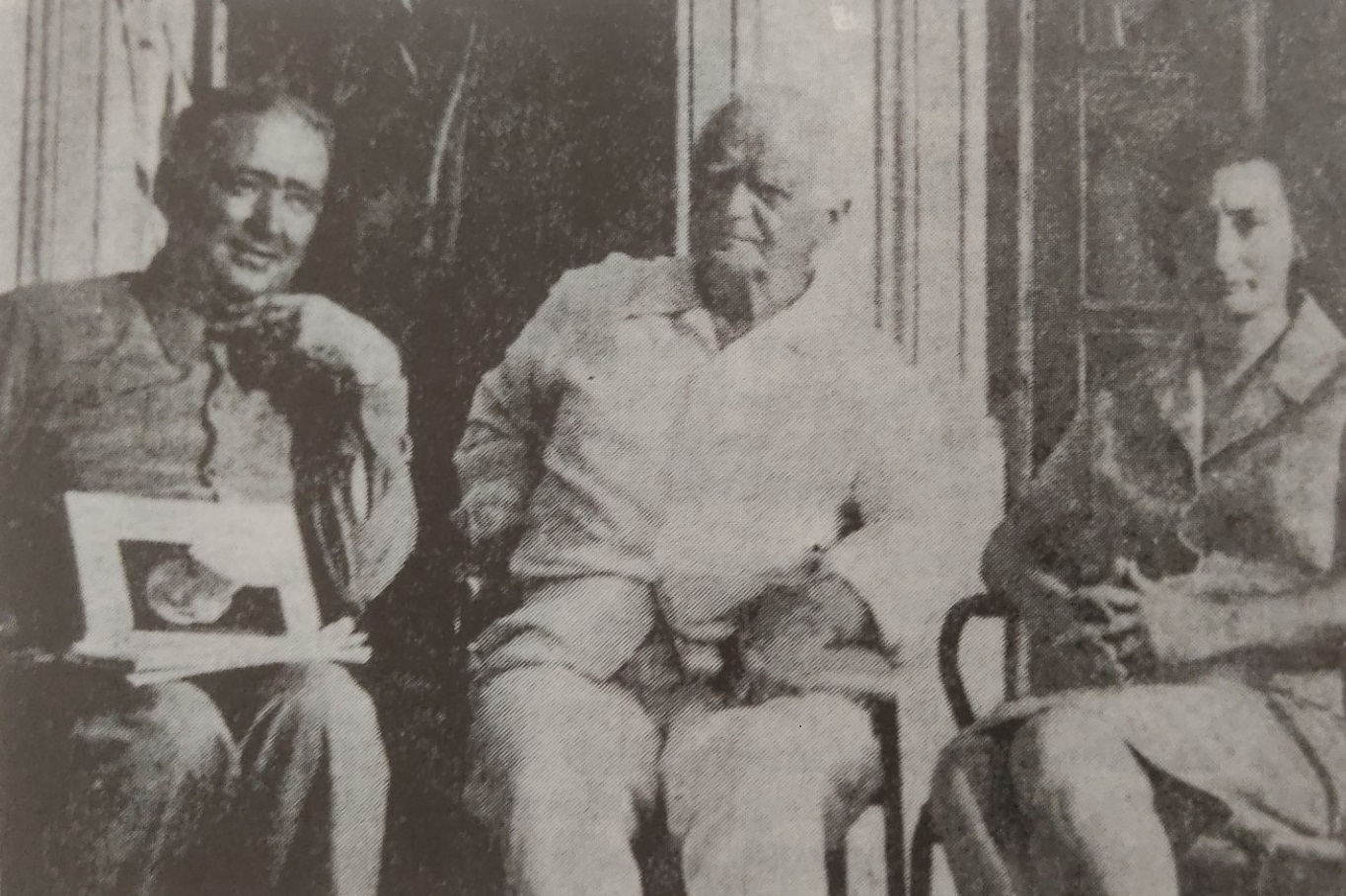
Mario Gori (sinistra) insieme alla moglie (destra) e a Leonida Repaci (centro) a Viareggio nel 1969.

È stato il fondatore e direttore delle riviste letterarie La Soffitta (1957 - 1961), Il Banditore Sud (1961) e Sciara (1965), che vantavano le firme di prestigiosi collaboratori, tra questi Giuseppe Villaroel, Mario Farinella e Gesualdo Manzella Frontini. Molte sue liriche sono state tradotte in cecoslovacco, greco, castigliano, tedesco, inglese, jugoslavo e spagnolo.
Mario Gori ha svolto un'intensa attività di promotore culturale; ha partecipato alla vita culturale regionale e nazionale e ha stretto rapporti di stima e corrispondenza con i maggiori intellettuali dell'epoca quali Salvatore Quasimodo, Leonardo Sciascia, Cesare Zavattini, Alfonso Gatto, Alberto Bevilacqua, Santi Correnti, Giorgio Caproni, Fortunato Pasqualino, Leonida Repaci, Bonaventura Tacchi, Giuseppe Ravegnani, Bernardino Giuliana e Giuseppe Zagarrio.

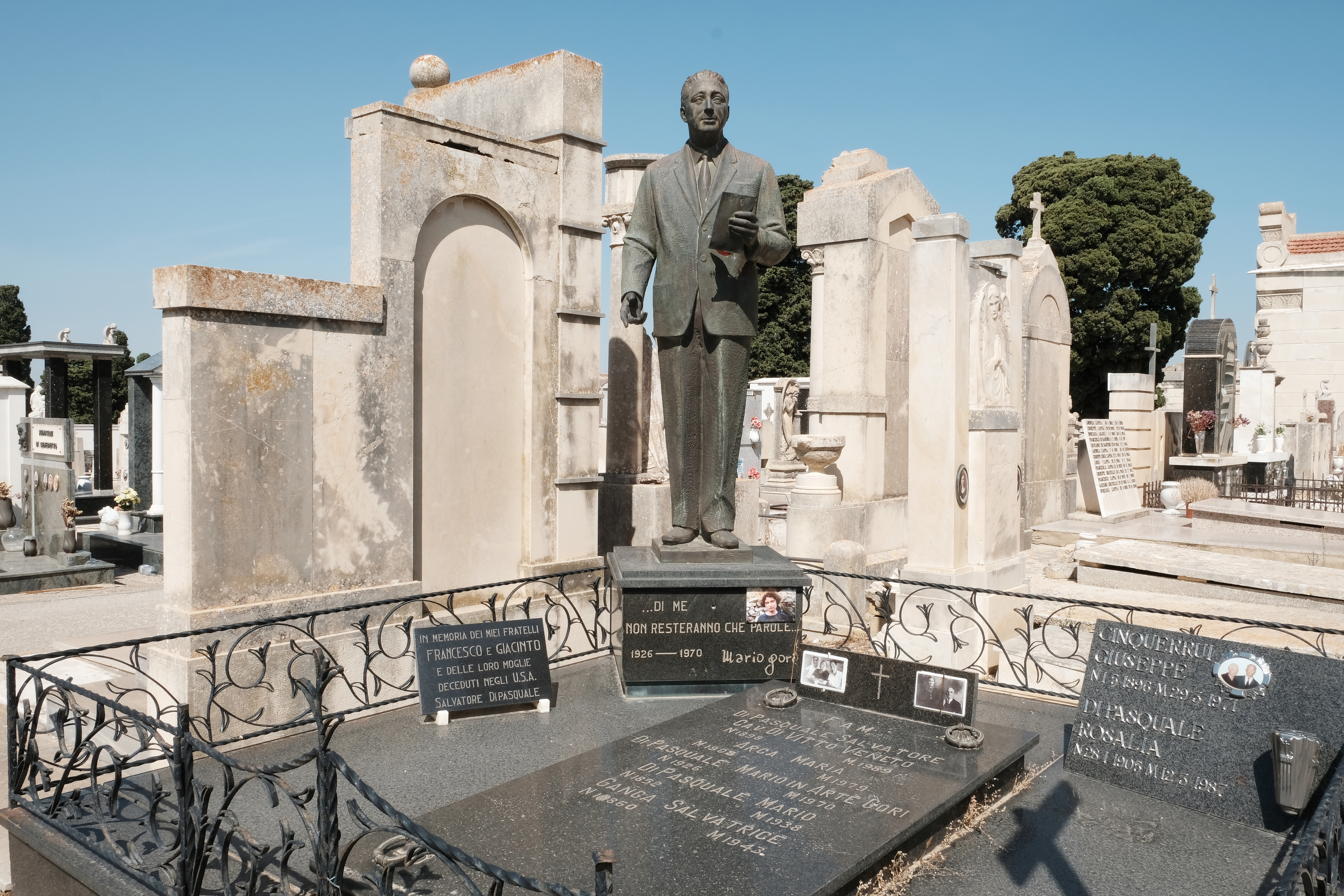
Tomba di Mario Gori nel Cimitero monumentale di Niscemi

Muore a Catania ed è sepolto nel cimitero di Niscemi. La sua città natia ha omaggiato l'illustre concittadino dedicandogli una delle arterie principali del paese nonché la Biblioteca comunale, attualmente sita in via IV Novembre, in un edificio risalente al XIX secolo. Nel mese di maggio del 2018 a Niscemi è stato intitolato all'illustre poeta l'ex Plesso scolastico "Calatafimi", afferente al II Circolo Didattico, per l'occasione, presso il nuovo Plesso Mario Gori è stato inaugurato un museo contenente cimeli appartenuti al poeta, foto d'epoca, lettere manoscritte e manoscritti editi e inediti. Il comune di Butera ha intitolato a Mario Gori la scuola media cittadina, inoltre hanno intitolato strade cittadine alla memoria del poeta niscemese i comuni di Caltanissetta, San Cataldo, Caltagirone e Cascina, in provincia di Pisa.

## Opere
- Germogli, La Nuova Grafica, Caltagirone 1944.
- Ogni jornu ca passa, "Corriere di Sicilia", Catania 1955.
- Un garofano rosso, "La Soffitta", Niscemi 1957
- I ragazzi di Butera, Caltagirone 1968.

### Opere postume
- Mario Gori e la sua musa, a cura di G. Blanco, Editrice Randazzo, Gela 1971.
- Un garofano rosso e altre poesie, a cura di G. Salveti, La Bitta - Crisi e Letteratura, Roma 1973.
- Nella pena di vivere, a cura di R. Giambene, Valenti di Allegranti, Pisa 1980.
- Taccuino delle ore perdute, a cura di L. Minghetti, Pisa 1980.
- Un saraceno di Sicilia, a cura di C. Conti, Ragusa 1983.
- Negli occhi un'ombra, a cura di C. Conti, Dell'Ariete, Siracusa 1989.
- Poesie inedite in lingua e in dialetto, a cura di S. Buscemi e A. Vitellaro, Società Nissena di Storia Patria, Caltanissetta 2012.

### Opera omnia
- Opera poetica, a cura di G. Blanco, Editrice Randazzo, Gela 1991